# 膾 (韓國)
膾（韩语：／ hoe）是一種韓式料理，即“韓國生魚片”，材料為切薄片的生魚肉。上桌時會在下墊粉絲。食用時蘸上醋苦椒醬（초고추장）或山葵，外面包上生菜和紫蘇，亦有以韓國泡菜包裹食用。剩下的肉和骨可製成辣火鍋。